# Franz Karl Mertens
Franz Karl Mertens, född 3 april 1764 i Bielefeld, död 19 juni 1831 i Bremen, var en tysk botaniker. Han var far till botanikern Karl Heinrich Mertens.
Auktorsnamnet Mert. kan användas för Franz Karl Mertens i samband med ett vetenskapligt namn inom botaniken; se Wikipediaartiklar som länkar till auktorsnamnet.